# Juan Guerra
Juan Guerra (La Paz, 1927. április 13. – La Paz, 20. század) bolíviai válogatott labdarúgó.
A bolíviai válogatott tagjaként részt vett az 1947-es Dél-amerikai bajnokságon, illetve az 1950-es világbajnokságon.

## Külső hivatkozások
- Juan Guerra – a FIFA adatbázisában